# Paula Weishoff
Paula Jo Weishoff (* 1. Mai 1962 in Hollywood) ist eine ehemalige US-amerikanische Volleyballspielerin und heutige Trainerin. Mit der Nationalmannschaft nahm sie dreimal aktiv an den Olympischen Spielen teil und ein viertes Mal als Co-Trainerin.
Paula Weishoff wuchs in Kalifornien auf und spielte Volleyball an der West High School in Torrance. 1980 spielte sie bei den USC Trojans, mit denen sie die AIAW National Championships gewann. Seit 1981 spielte sie in der A-Nationalmannschaft, mit der sie 1982 bei der Weltmeisterschaft in Peru die Bronzemedaille und 1984 bei den Olympischen Spielen in Los Angeles die Silbermedaille gewann. Danach spielte sie neun Jahre lang professionell Volleyball in Italien in Cassano, Modena und Reggio nell’Emilia. Zwischendurch hatte sie immer wieder Einsätze im US-Team, u. a. 1986 bei der Weltmeisterschaft in der Tschechoslowakei (Platz 10) und bei den Goodwill Games (Bronze), 1991 beim Weltpokal (Platz 4) sowie 1992 bei den Olympischen Spielen in Barcelona (Bronze). 1994 spielte Paula Weishoff in Brasilien und 1995 sowie 1997 im japanischen Team Daiei Kōbe. Mit der Nationalmannschaft gewann sie 1995 den World Grand Prix und wurde 1996 bei den Olympischen Spielen in Atlanta Siebte. Sporadisch spielte Weishoff auch auf nationalen Beachvolleyball-Turnieren.
Seit 1999 ist Paula Weishoff Volleyball-Trainerin, u. a. bei den USC Trojans. Seit 2010 ist sie auch Co-Trainerin der US-amerikanischen Nationalmannschaft, die bei den Olympischen Spielen 2012 in London die Silbermedaille gewann.
1998 wurde Paula Weishoff in die „Volleyball Hall of Fame“ aufgenommen.
Paula Weishoff ist mit Karl Hanold verheiratet und wohnt in Huntington Beach in Kalifornien.